# Hünningen (Büllingen)

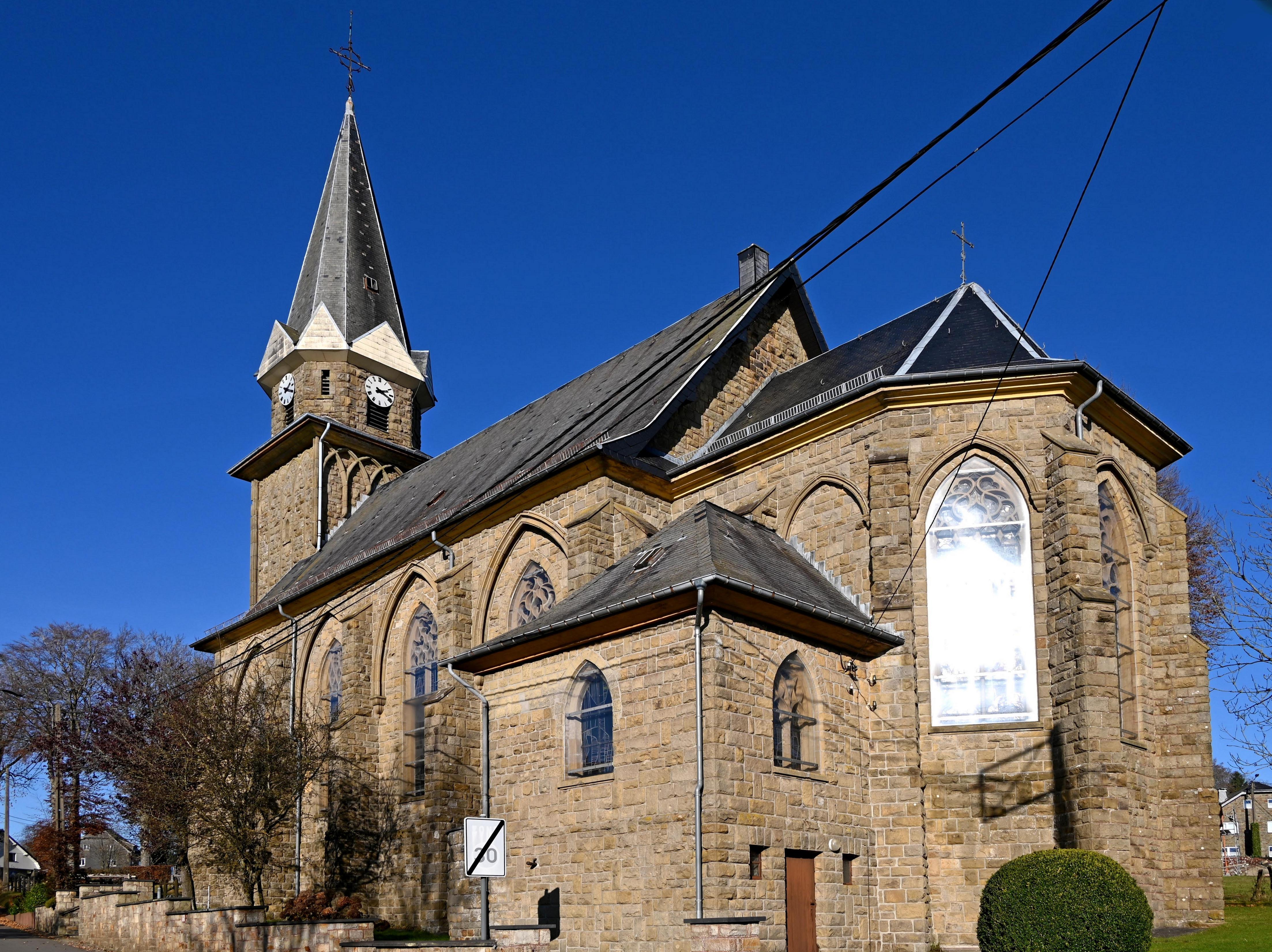
Kirche

Hünningen ist ein Dorf in der Gemeinde Büllingen in der Deutschsprachigen Gemeinschaft Belgiens. Der Ort zählt 411 Einwohner (2019). Hünningen liegt rund zwei Kilometer südöstlich von Büllingen auf einer Höhe von ca. 640 m. Die Umgebung des Dorfes ist durch landwirtschaftliches Grünland geprägt. Südöstlich Hünningens entspringt in einem Waldgebiet die Warche, die das Dorf südlich und westlich umfließt.
Die Kirche St. Joseph von Architekt Henri Cunibert wurde 1926 erbaut. Zu den touristischen Anziehungspunkten in der ländlich geprägten Gegend zählen einige Wanderwege sowie ein kulturhistorischer Lehrpfad.